# Reprezentacja Rumunii w piłce ręcznej mężczyzn
Reprezentacja Rumunii w piłce ręcznej mężczyzn – narodowy zespół piłkarzy ręcznych Rumunii. Reprezentuje swój kraj w rozgrywkach międzynarodowych. 

## Sukcesy na arenie międzynarodowej
Na mistrzostwach świata zwyciężali w latach: 1961, 1964, 1970 i 1974, a trzecią lokatę zajmowali w latach: 1967 i 1990. Na mistrzostwach Europy ich największy sukces to 9 miejsce w roku 1996. W swoim dorobku medalowym Rumunia posiada również trzy brązowe medale zdobyte w czasie Igrzysk Olimpijskich w latach 1972, 1980 i 1984 oraz srebrny medal w roku 1976.

## Turnieje

### Udział wmistrzostwach świata
| Rok  | Wynik | Źródło |
| ---- | ----- | ------ |
| 1938 | –     |        |
| 1954 | –     |        |
| 1958 | 13.   |        |
| 1961 | 1.    |        |
| 1964 | 1.    |        |
| 1967 | 3.    |        |
| 1970 | 1.    |        |
| 1974 | 1.    |        |
| 1978 | 7.    |        |
| 1982 | 5.    |        |
| 1986 | 9.    |        |
| 1990 | 3.    |        |
| 1993 | 10.   |        |
| 1995 | 10.   |        |
| 1997 | –     |        |
| 1999 | –     |        |
| 2001 | –     |        |
| 2003 | –     |        |
| 2005 | –     |        |
| 2007 | –     |        |
| 2009 | 15.   |        |
| 2011 | 19.   |        |
| 2013 | –     |        |

### Udział wigrzyskach olimpijskich
| Rok  | Wynik | Źródło |
| ---- | ----- | ------ |
| 1936 | 5.    |        |
| 1972 | 3.    |        |
| 1976 | 2.    |        |
| 1980 | 3.    |        |
| 1984 | 3.    |        |
| 1988 | –     |        |
| 1992 | 8.    |        |
| 1996 | –     |        |
| 2000 | –     |        |
| 2004 | –     |        |
| 2008 | –     |        |
| 2012 | –     |        |

### Udział wmistrzostwach Europy
| Rok  | Wynik | Źródło |
| ---- | ----- | ------ |
| 1994 | 11.   |        |
| 1996 | 9.    |        |
| 1998 | –     |        |
| 2000 | –     |        |
| 2002 | –     |        |
| 2004 | –     |        |
| 2006 | –     |        |
| 2008 | –     |        |
| 2010 | –     |        |
| 2012 | –     |        |